# Cratere Jampur
Jampur  è un cratere sulla superficie di Marte.